# Michelagnolo Galilei
Michelagnolo Galilei ou Michelangelo Galilei (Florence, 18 décembre 1575 -  Munich, 3 janvier 1631) est un compositeur et luthiste italien de la Renaissance tardive et des débuts du baroque.
Fils du compositeur, luthiste et musicologue Vincenzo Galilei (1520-1591), Michelagnolo Galilei est également le frère du célèbre physicien et astronome Galileo Galilei, dit Galilée (1564–1642),,,.

## Biographie
Vincenzo transmet ses qualités de virtuose du luth à ses deux fils. Michelagnolo, le plus jeune des deux, est formé dès son plus jeune âge à devenir musicien professionnel, probablement dans l'optique de devenir musicien à la cour des Médicis.
À la mort du père Vincenzo en 1591, Galileo devient le tuteur de toute la famille et donc de Michelagnolo qui, n'ayant pas d'emploi à Florence, le suit à Padoue pour lui tenir compagnie. Michelagnolo espère en outre qu'il soit possible de trouver, par les relations de Galileo, si pas un emploi du moins des leçons à donner aux aristocrates qui accouraient de toute l'Europe pour étudier à l'université de Padoue.
Et, de fait, Galileo lui trouve un poste en Pologne dès le printemps 1593 mais, par manque de sources contemporaines, et en particulier, de lettres entre les deux frères, on ne sait pas exactement où ni pour qui il travaille.
Revenu en Italie en 1599, Michelagnolo essaye par l'intermédiaire de Gerolamo Mercuriale, professeur de médecine à l'université de Pise, de trouver un poste de maître de musique à la cour des Médicis à Florence mais ses tentatives échouent vu la pléthore de musiciens opérant à Florence à cette époque. Michelagnolo doit retourner à Padoue, où il trouve refuge auprès de son frère. Galileo doit donc se résoudre à le renvoyer en Pologne en 1600, au service du même aristocrate que précédemment mais avec un salaire très important cette fois. Les sources ne mentionnent pas le nom de ce prince mais il est probable que ce fut un noble rencontré à Padoue, généralement identifié comme le Prince Radziwiłł de Vilna en Lituanie,.
Malgré cela, Michelagnolo revient à Padoue en 1606, au grand dam de son frère Galileo qui lui trouve cette fois un poste auprès du duc Maximilien Ier de Bavière à Munich où Michelagnolo s'établit définitivement en 1608 et épouse Anna Clara Bandinelli qui lui donna sept enfants dont deux allaient devenir plus tard luthistes comme lui : Alberto Cesare et Vincenzo.
En 1620, Michelagnolo publie à Munich son Primo Libro d'Intavolatura di liuto avec le soutien de son frère.
Il reste en poste à Munich jusqu'à sa mort en 1631. Son fils Alberto Cesare lui succède comme luthiste du duc de Bavière jusqu'à sa mort en 1692 tandis que Vincenzo finit ses jours en Pologne.

## Œuvres
Son recueil Il Primo Libro d'Intavolatura di liuto di Michelagnolo Galilei (…) Liutista del Ser.mo Sig.r Duca Massimiliano di Baviera, publié à Munich en 1620, contient la quasi-totalité de ce qui subsiste de son œuvre pour luth à dix chœurs ; le reste est disséminé dans des publications imprimées en Bavière.

## Discographie
- Primo Libro d'Intavolatura di liuto - Paul Beier, luth (29 avril-1er mai 1988, Nuova Era 6869, rééd. Magnatune) (OCLC 222234649)
- Intavolatura di liuto - Anthony Bailes, luth (juillet 2013, Ramée) (OCLC 906565192)
- Il primo libro d'intavolatura di liuto - Axel Wolf, luth (21-23 février 2017, Oehms Classics) (OCLC 1056202612)

## Postérité
Le compositeur de musique contemporaine italien Aldo Clementi (1925–2011) s'est tourné vers le luth en écrivant Fantasia (1978), une composition aléatoire basée sur des fragments musicaux de Michelagnolo Galilei, composition qu'il insère la même année dans le corpus de Otto frammenti.